# Cellobiosdehydrogenas
Cellobiodehydrogenas är ett extracellulärt redoxenzym som syntetiseras av vednedbrytande svampar. Enzymet bär på både en hämgrupp och en flavin, vilket gör det till det mest komplexa av kända extracellulära redoxenzym.
Enzymet oxiderar cellobios till cellobionolakton (ytterligare några di-, oligo- och monosackarider kan oxideras), och kan reducera ett stort antal elektronacceptorer, bland dem kinoner, fenoliska radikaler, vissa övergångsmetalljoner , såsom Fe(III) och syrgas. Den biologiska rollen hos enzymet är inte helt klarlagd, men en möjlighet är att produkterna från reduktion av Fe(III) och syrgas - Fe(II) och väteperoxid i sin tur bildar hydroxylradikaler. Det har visats att cellobiosdehydrogenas genom denna reaktion kan medverka till nedbrytning av såväl cellulosa, hemicellulosa som lignin. 